# 前澤給装工業
前澤給装工業株式会社（まえざわきゅうそうこうぎょう）とは、東京都目黒区に本社を置く、給水装置の製造を行う会社である。

## 沿革
- 1937年（昭和12年) ‐ 「昭和製作所」として創業
- 1957年（昭和32年） ‐ 東京都目黒区鷹番町107番地に「東京水道工業株式会社」を設立
- 1965年（昭和40年） ‐ 前澤給装工業株式会社に社名を変更
- 1972年（昭和47年） ‐ 日本水道協会の指定検査工場に指定
- 1988年（昭和63年） ‐ 前澤実業株式会社を吸収合併
- 1991年（平成3年） ‐ 日本証券業協会に株式を公開
- 2002年（平成14年） ‐ 中国江西省南昌市に「前澤給装（南昌）有限公司」を設立
- 2004年（平成16年） ‐ 「QSOサービス株式会社」を設立
- 2005年（平成17年） ‐ 東京証券取引所第一部に上場
- 2023年（令和5年） ‐ 東京証券取引所スタンダード市場へ市場変更

## 関連会社

### 子会社
- QSOインダストリアル株式会社
- 前澤給装（南昌）有限公司
- 前澤リビング・ソリューションズ株式会社

### 姉妹会社
- 前澤工業株式会社
- 前澤化成工業株式会社